# Gosse Dam
Gosse Dam (Buitenpost, 7 juli 1950) is een Nederlandse beeldhouwer.

## Leven en werk
Dam volgde een opleiding aan Academie Minerva in Groningen, waar hij les kreeg van onder anderen Johan Sterenberg en Jentsje Popma. In 1979 vestigde hij zich als beeldhouwer in Friesland. In zijn werk laat hij zich beïnvloeden door Maillol en Brâncuşi.

## Enkele werken
- 1985 monument Hendrik Bulthuis, Bergum
- 1989 Hengelaar, Kiel-Windeweer
- 1991 De Riich, Schiermonnikoog
- 1993 Zeeliedenmonument, West-Terschelling
- 1995 De Klokkenluider, Donkerbroek
- 1996 monument Ids Wiersma, Brantgum
- 1996 Sibbeltje Gjaltema, Gauw

- 1997 Weeskinderen, Bolsward
- 2001 Ode aan de mode, Musselkanaal
- 2003 Boeskoolboer, Zuidwolde
- 2005 De nettenboetster, Katwijk
- 2009 reliëf Bonifatius, Groningen
- 2012 Ode aan de Veenkoloniale vrouw, Stadskanaal

## Fotogalerij

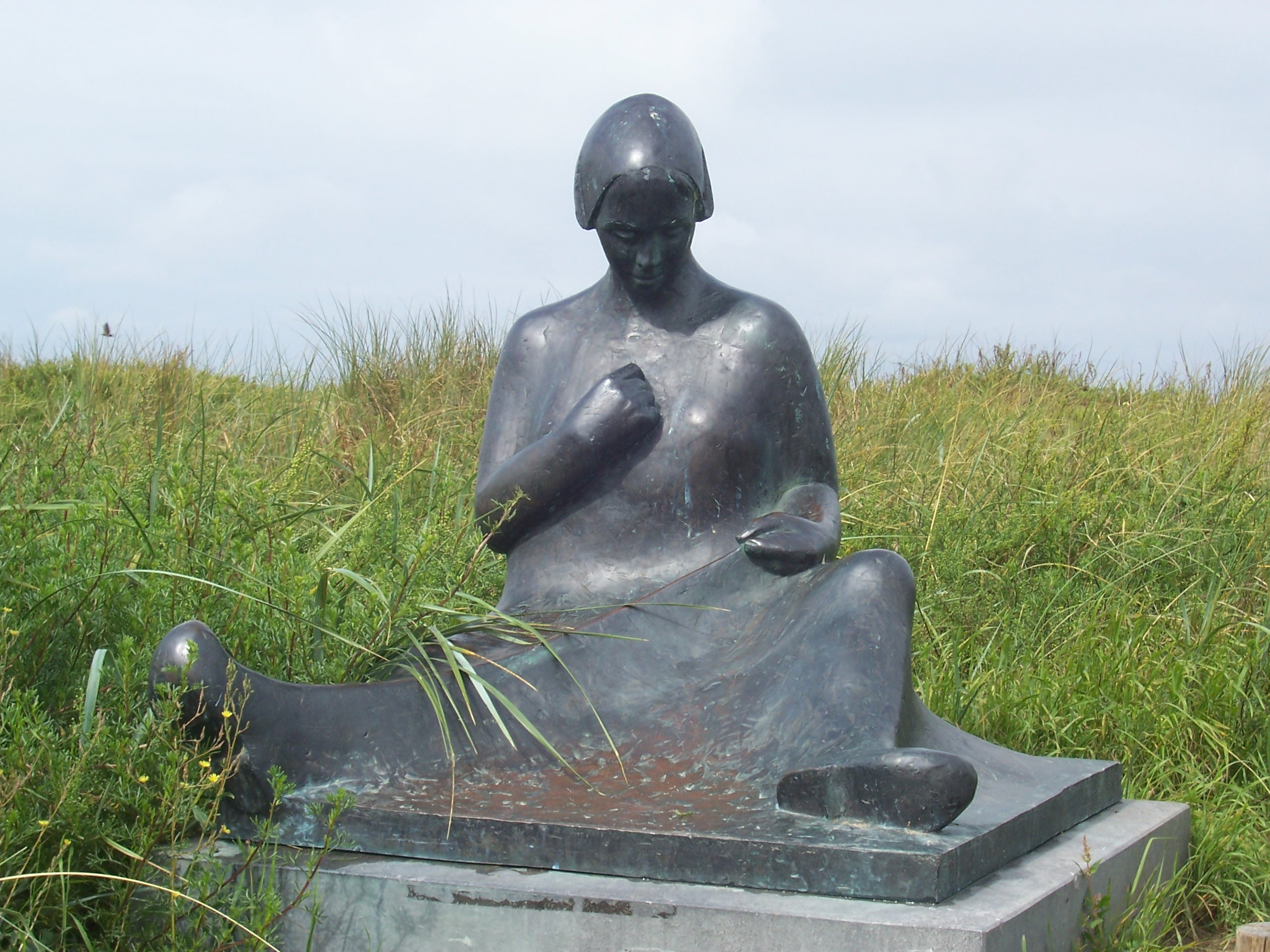
De nettenboetster
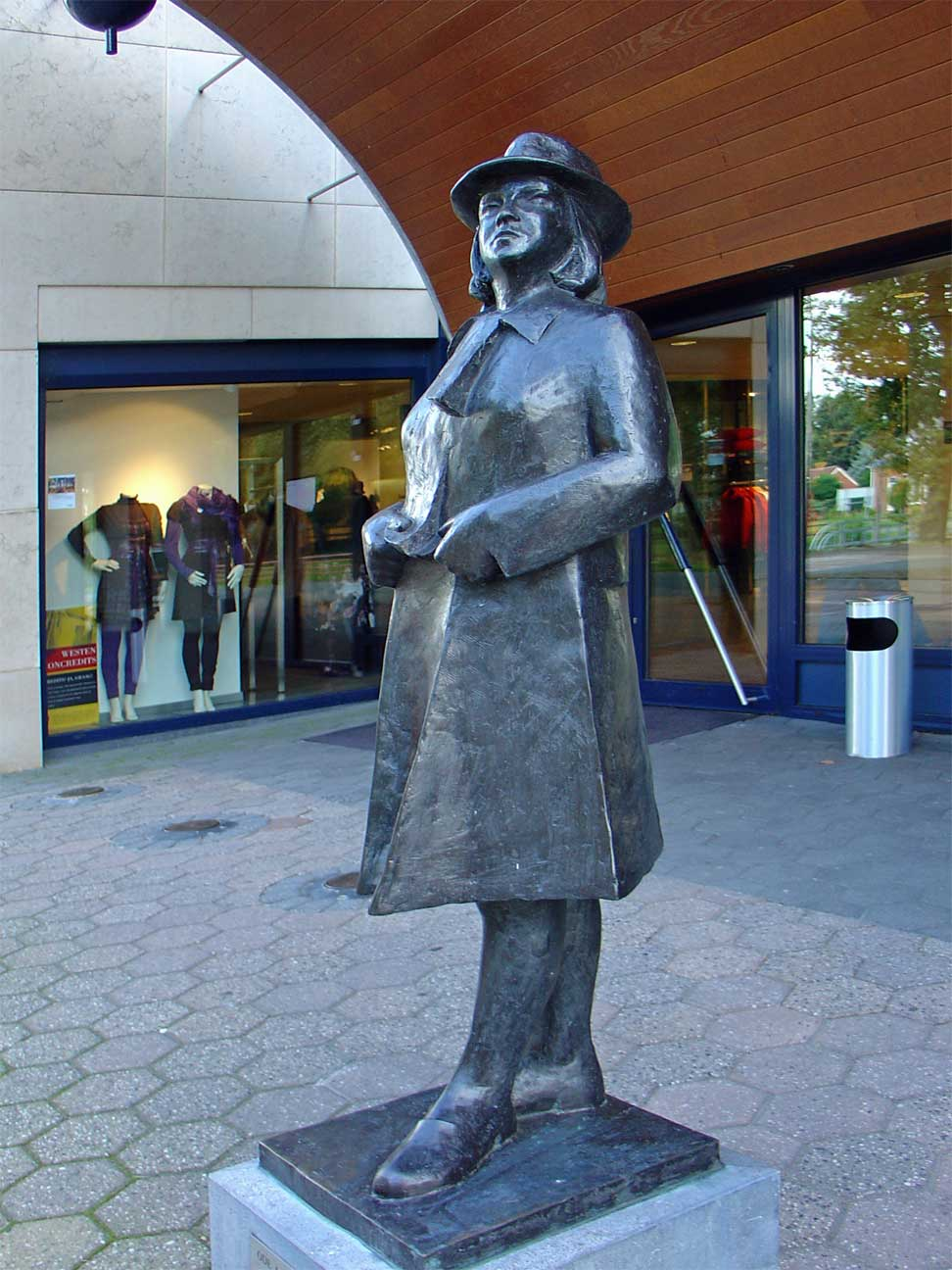
Ode aan de mode
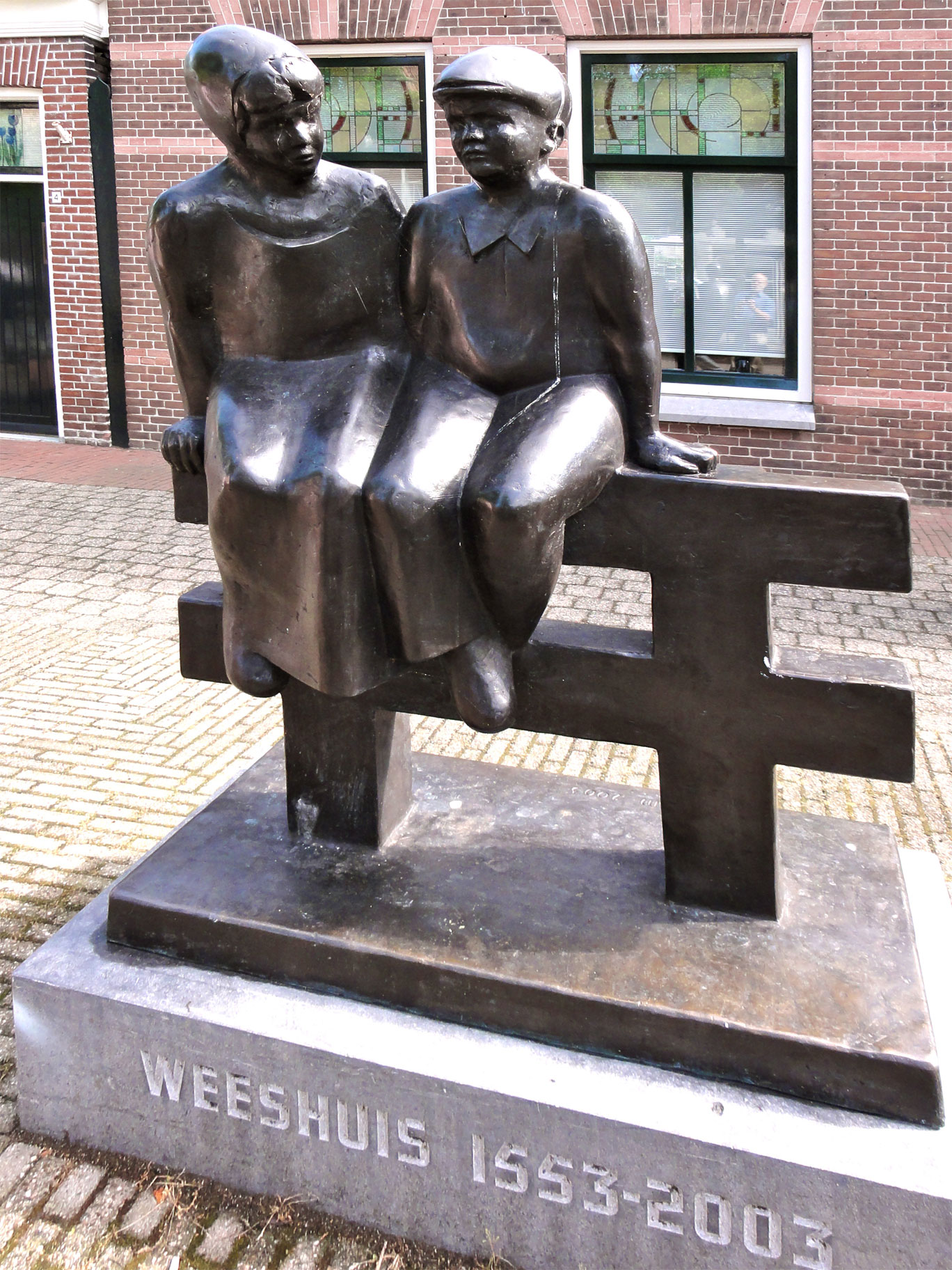
Weeskinderen
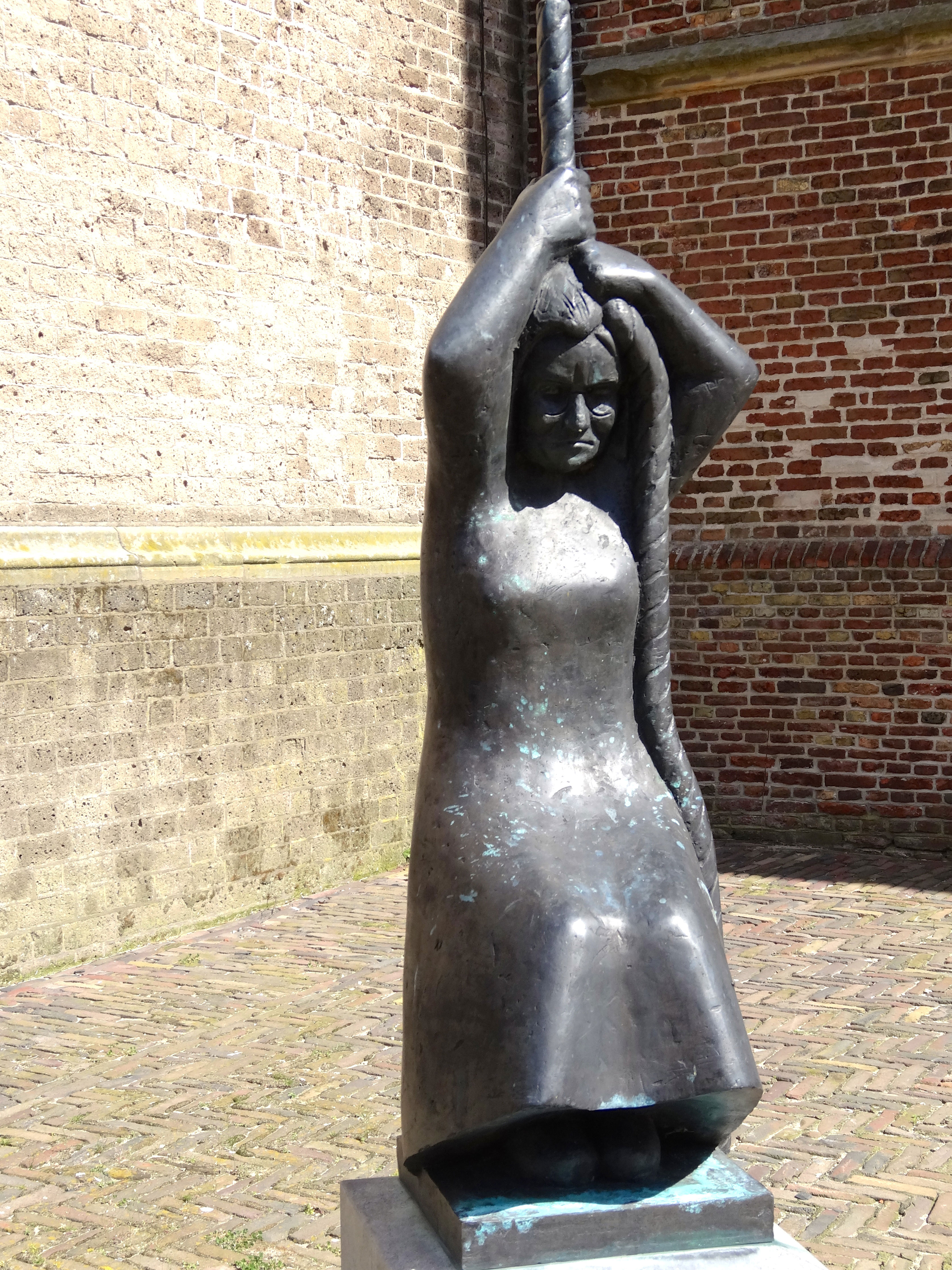
De Klokkenluidster
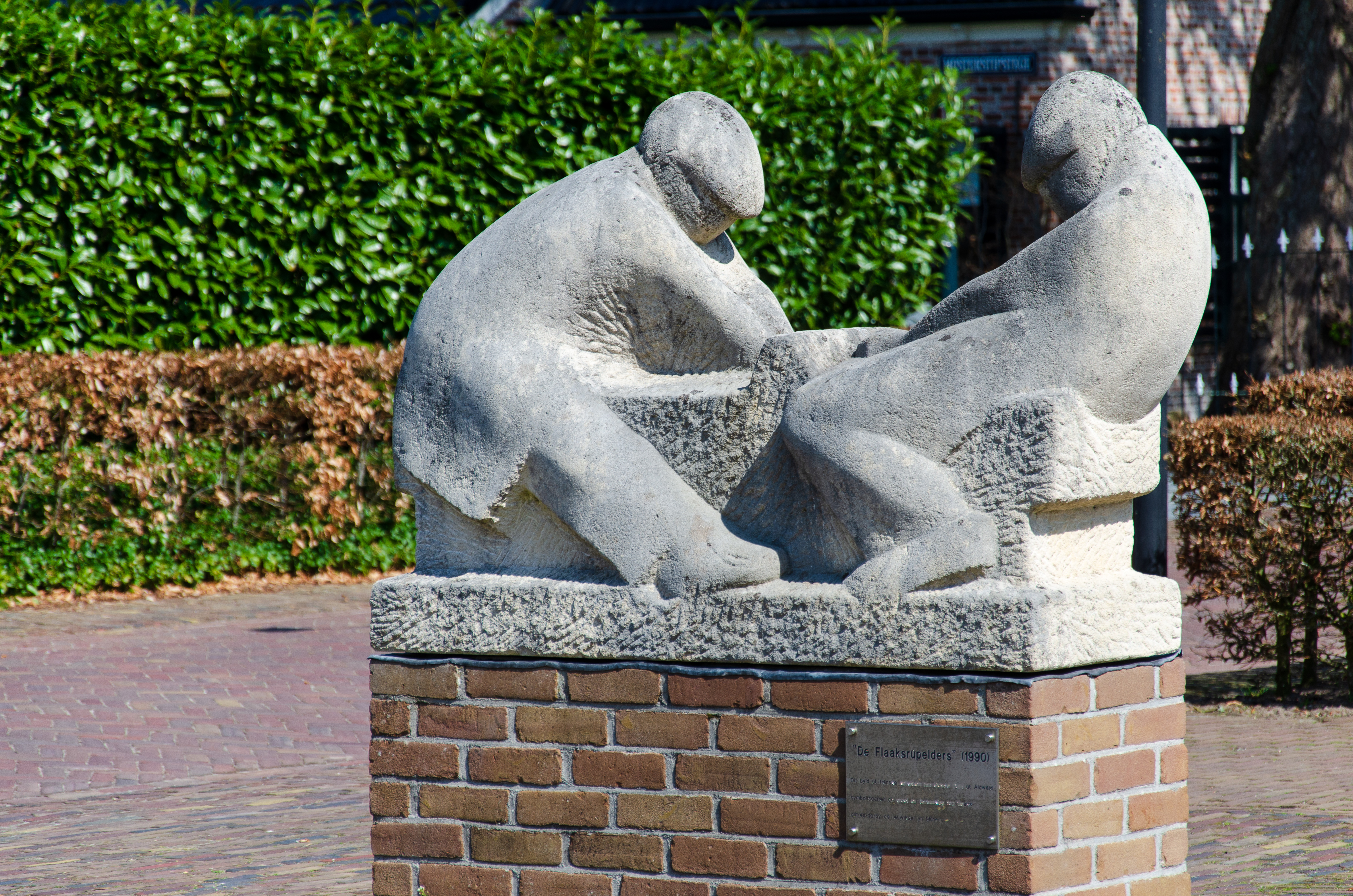
De Flaaksrûpelders